# Руський Ляждур
Ру́ський Ляжду́р (рос. Русский Ляждур, марій. Руш Лаждӱр) — присілок у складі Куженерського району Марій Ел, Росія. Входить до складу Юледурського сільського поселення.

## Населення
Населення — 10 осіб (2010; 7 у 2002).
Національний склад (станом на 2002 рік):
- марійці — 71 %
- росіяни — 29 %